# Ulica Filipiny Płaskowickiej w Warszawie
Ulica Filipiny Płaskowickiej – ulica w warszawskiej dzielnicy Ursynów.

## Położenie i charakterystyka
Ulica biegnie w warszawskiej dzielnicy Ursynów od skrzyżowania z ulicą Puławską do ulicy Nowoursynowskiej. Na całej długości ma status drogi powiatowej (nr 5564W, wcześniej 5464W). Na części swojego biegu stanowi granicę pomiędzy obszarami Miejskiego Systemu Informacji Natolin i Stary Imielin, a także pomiędzy Natolinem a Ursynowem-Centrum.
Patronem ulicy jest działaczka oświatowa – Filipina Płaskowicka (1840–1881). Nazwa została nadana w 1975 roku decyzją Rady Narodowej m.st. Warszawy. Wcześniej ulica nosiła roboczą nazwę – Niebieskich Migdałów.
Długość ulicy wynosi około 3,36 km. Częściowo przebiega wzdłuż tunelu pod Ursynowem będącego częścią Południowej Obwodnicy Warszawy (droga ekspresowa S2).
20 grudnia 2021 otwarto brakujący odcinek ulicy Branickiego, łącząc ją z ulicą Płaskowickiej. Umożliwia to bezpośredni przejazd z Ursynowa na Wilanów. Zgodnie z miejscowym planem zagospodarowania przestrzennego rejonu Wilanowa Zachodniego z 2001 roku, późniejsza ulica Adama Branickiego określana była jako Płaskowickiej-bis.
Przy ulicy znajduje się skwer kpt. Zygmunta Pawlaczyka, planuje się także utworzenie wzdłuż jej biegu parku linearnego położonego nad tunelem.